# Sei Fuwa
Sei Fuwa (jap. 不破 整 Fuwa Sei; ur. 2 lipca 1915 w Tokio) – japoński piłkarz.

## Kariera klubowa
Jako piłkarz grał w klubie Waseda WMW.

## Kariera reprezentacyjna
Został powołany jako rezerwowy bramkarz do kadry na Igrzyska Olimpijskie w 1936 roku.